# Теплота змочування

Теплота змочування - важлива характеристика адгезії рідини до твердого тіла. Як і робота адгезії, інтегральна теплота змочування вимірюється кількістю енергії (роботи), віднесеної до одиниці поверхні (Дж/м²) або (для дисперсних систем) до маси тіла з відомою питомою поверхнею (Дж/г).
Теплота змочування – зменшення повної поверхневої енергії твердого тіла при перенесенні його з повітря або вакууму у рідину, віднесене до одиниці маси зволожуваного тіла. Т.з. пов’язана зі зміною вільної поверхневої енергії системи. Визначається за формулою:
Q = Sп (Е1 – Е2),
де Sп – питома поверхня адсорбенту; Е1, Е2 – повна поверхнева енергія на границі “адсорбент-повітря” та “адсорбент-рідина” відповідно. Різниця полярностей поверхонь на другій границі розділу завжди менша, ніж на першій, а тому: Е1  > Е2 і Q  > 0. За Т.з. визначають значення критерію взаємодії середовища з адсорбентом: β = Q1/Q2, де Q1 – теплота змочування твердого тіла водою; Q2 – теплота змочування твердого тіла бензолом (вуглеводнем). Для вугілля викопного середніх стадій метаморфізму β = 0,11-0,15; ранніх стадій метаморфізму 1,5-1,69. Т.з. Q для порошків коливається в межах 1-20 кал. на 1 г адсорбенту. 

## ТЕПЛОТА ЗМОЧУВАННЯ ВУГІЛЛЯ
Теплота, що виділяється за рахунок енергії адсорбції вугіллям рідини, яка його змочує; строго корелюється зі значеннями гігроскопічної вологи і подібно до останньої є мірою внутрішньої поверхні вугілля. Найбільшою Т. з. в. володіє вугілля низького ступеня вуглефікації, причому у зв'язку з різнотипністю вугілля розкид значень її для малометаморфізованого вугілля є найбільшим. Далі зміни Т. з. в. у метаморфічному ряду відбуваються по кривій з мінімумом в обл. спікливого вугілля. 

## Методика визначення теплоти змочування
Для визначення закономірностей змочування сипкого матеріалу застосовують мікрокалориметр, наприклад ДАК-1-1. У циліндр 1 поміщають рідину закривають циліндр кришкою 2 з наглухо закріпленим на ній патроном 3 з наважкою сипкого матеріалу 8. Патрон знизу закривають дном 4, який являє собою щільно підігнану шайбу з фторопласту з отвором у центрі D = 0,8 мм. Цей отвір під час збірки та термостатування закривався штифтом 5 з нержавіючої сталі відповідного діаметра. Другий кінець штифта через отвір у тримачі 6 виходить з калориметру і слугує для відкривання отвору на дні патрона. Зібрану таким чином ампулу поміщають в термостатировану камеру калориметра і при досягненні теплової рівноваги за допомогою штифта відкривають отвір на дні патрона. Рідина з ампули 1 перетікає у патрон 3, викликаючи при цьому тепловий потік, обумовлений змочуванням сипкого матеріалу рідиною. Розрахунок теплоти змочування Q (Дж/кг) здійснюється за 
формулою:
Q = pτn / mNS,
де р – калібрована потужність, Вт; τ – час калібрування, с; n i N – число переповнень інтегратора при вимірюванні та калібруванні калориметра; m – наважка сипкого матеріалу, кг.